# Mia Tindall
Mia Tindall, celým jménem Mia Grace Tindall, (* 17. ledna 2014, Gloucester) je dcera a první potomek Zary Phillips (dcera britské princezny Anne) a ragbyového hráče Mikea Tindalla. Je čtvrtým pravnoučetem královny Alžbety II.
V současné době je v linii následnictví na britský trůn 19.

## Život
8. července 2013 Buckinghamský palác oznámil veřejnosti první těhotenství Zary Phillips. Mia se narodila 17. ledna 2014 v Gloucestershire Royal Hospital.
Byla pokřtěna 30. listopadu 2014 v kostele sv. Mikuláše v Cheringtonu.